# Alberto Acha
Alberto Figueroa de Achá -non Alcha- (né en Bolivie le 3 avril 1920 et mort le 18 février 1965) fut un footballeur bolivien, qui jouait au poste de défenseur.

## Biographie

### Club
Il a joué dans l'un des plus grands clubs boliviens de l'époque, le Strongest La Paz entre 1945 et 1950.

### International
Du côté international, il joue 24 matchs entre 1945 et 1950 avec la Bolivie et a participé à de nombreuses compétitions majeures.
Il participe tout d'abord à la Copa América 1945, puis à celle de 1946, 1947 et 1949.
Il fait partie de l'effectif bolivien emmené par le sélectionneur italien Mario Pretto qui participe au mondial 1950 au Brésil, où son pays est écrasé 8-0 au 1er tour par le futur champion du monde uruguayen. 